# Возобновляемое топливо
Возобновляемое топливо — это топливо, произведенное из возобновляемых ресурсов. Примеры включают: биотопливо (например, растительное масло, используемое в качестве топлива, этанол, метанол из экологически чистой энергии и двуокиси углерода или биомассы, а также биодизельное топливо) и водородное топливо (при производстве с помощью возобновляемых процессов). Это отличается от невозобновляемых видов топлива, таких как природный газ, сжиженный нефтяной газ (пропан), нефть и другие виды ископаемого топлива, а также ядерная энергия.. Возобновляемые виды топлива могут включать виды топлива, синтезированные из возобновляемых источников энергии, таких как энергия ветра и солнца. Возобновляемые виды топлива приобрели популярность благодаря своей устойчивости, низкому вкладу в углеродный цикл и, в некоторых случаях, меньшему количеству парниковых газов. Геополитические разветвления этих видов топлива также представляют интерес, особенно для промышленно развитых стран, которые хотят независимости от ближневосточной нефти.
В отчете Международного энергетического агентства World Energy Outlook 2006 сделан вывод о том, что растущий спрос на нефть, если его не остановить, усилит уязвимость стран-потребителей перед серьезными перебоями в поставках и последующим ценовым шоком. Возобновляемое биотопливо для транспорта представляет собой ключевой источник диверсификации по сравнению с нефтепродуктами. Биотопливо из зерна и свеклы в регионах с умеренным климатом может сыграть свою роль, но оно относительно дорого, а его энергоэффективность и выбросы CO2-сберегательные выгоды, являются переменными. Биотопливо из сахарного тростника и других высокопродуктивных тропических культур гораздо более конкурентоспособно и выгодно. Но все виды биотоплива первого поколения в конечном итоге конкурируют с производством продуктов питания за землю, воду и другие ресурсы. Требуются дополнительные усилия для разработки и коммерциализации биотопливных технологий второго поколения, таких как биопереработка лигноцеллюлозы в Гидролизный спирт, позволяющих гибко производить биотопливо и другие продукты из несъедобных растительных материалов.

## Биотопливо
Биотопливо - это вид топлива, энергия которого получается за счёт биологической фиксации углерода. Биотопливо включает топливо, полученное в результате переработки биомассы, а также твёрдую биомассу, жидкое топливо и различные биогазы. Хотя ископаемое топливо возникло в результате древней фиксации углерода, оно не считается биотопливом по общепринятому определению, поскольку содержит углерод, который в течение очень долгого времени находился «вне» углеродного цикла. Биотопливо привлекает все большее внимание общественности и науки, что обусловлено такими факторами, как скачки цен на нефть, необходимость повышения энергетической безопасности, обеспокоенность по поводу выбросов парниковых газов из-за ископаемого топлива и поддержка со стороны государственных субсидий.

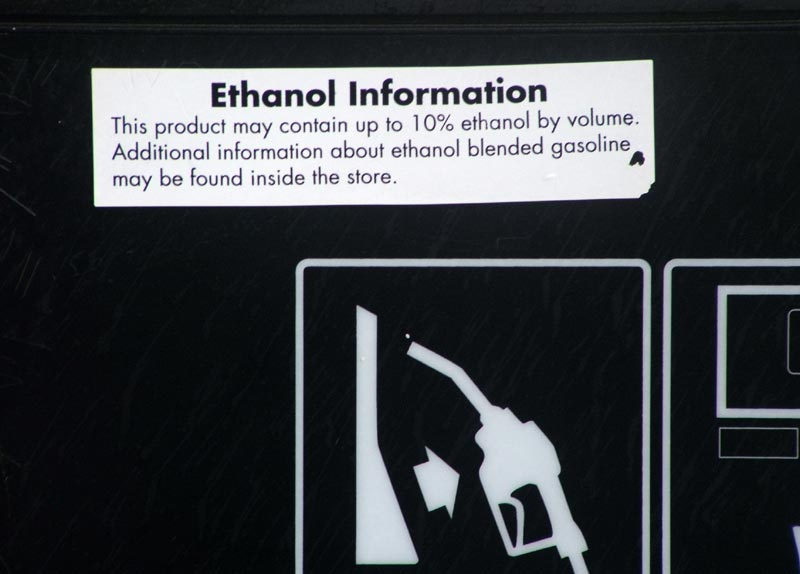
Надпись с информацией о насосе для топливной смеси этанола до 10%, Калифорния.

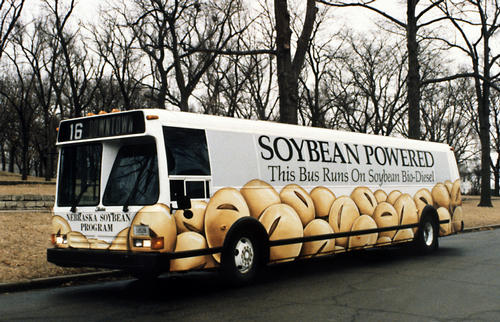
Автобус, работающий на биодизеле.

Биоэтанол – это спирт, полученный путем ферментации, в основном из углеводов, полученных из сахара или крахмальных культур, таких как кукуруза или сахарный тростник. Целлюлозная биомасса, полученная из непищевых источников, таких как деревья и травы, также разрабатывается в качестве сырья для производства этанола. Этанол можно использовать в качестве топлива для транспортных средств в чистом виде, но обычно его используют в качестве присадки к бензину для повышения октанового числа и снижения выбросов транспортных средств. Биоэтанол широко используется в США и Бразилии. Существующая конструкция установки не предусматривает превращение лигнинной части растительного сырья в компоненты топлива путем брожения.
Биодизель производится из растительных масел и животных жиров. Биодизель можно использовать в качестве топлива для транспортных средств в чистом виде, но обычно его используют в качестве присадки к дизельному топливу для снижения уровня твердых частиц, окиси углерода и углеводородов в транспортных средствах с дизельным двигателем. Биодизель производится из масел или жиров методом переэтерификации и является наиболее распространенным биотопливом в Европе.
В 2010 году мировое производство биотоплива достигло 105 миллиардов литров (28 миллиардов галлонов США), что на 17% больше, чем в 2009 году, а биотопливо обеспечило 2,7% мирового топлива для автомобильного транспорта, причем этот вклад в основном состоит из этанола и биодизеля. Мировое производство этанольного топлива достигло 86 миллиардов литров (23 миллиарда галлонов США) в 2010 году, при этом Соединенные Штаты и Бразилия являются ведущими мировыми производителями, на долю которых приходится 90% мирового производства. Крупнейшим в мире производителем биодизеля является Европейский Союз , на долю которого в 2010 году приходилось 53% всего производства биодизеля.  По состоянию на 2011 год мандаты на смешивание биотоплива существуют в 31 стране на национальном уровне и в 29 штатах/провинциях.  По данным Международного энергетического агентства, биотопливо потенциально может удовлетворить более четверти мирового спроса на транспортное топливо к 2050 году.
Пиролизное масло – еще один вид топлива, получаемый из лигноцеллюлозной фракции биомассы. Путем быстрого нагрева биомассы в отсутствие кислорода (пиролиз) можно получить жидкую нефть, которую можно далее переработать в пригодную для использования бионефть. В отличие от других видов биотоплива, пиролизные масла используют несъедобную фракцию биомассы и могут происходить в течение миллисекунд и без необходимости использования больших реакторов ферментации.

## Водородное топливо
Водородное топливо подразумевает использование газообразного водорода (H 2 ) в качестве энергоносителя. В общих чертах, производство возобновляемого водородного топлива можно разделить на две основные категории: производство биологического происхождения и химическое производство.  Это область текущих исследований, и новые разработки и технологии приводят к быстрому развитию этой области.

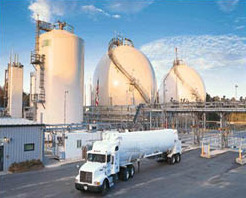
Водородное топливо требует развития специфической инфраструктуры для переработки, транспортировки и хранения.

Биологическое производство водородного топлива было предметом исследований по крайней мере с 1970-х годов. Газообразный водород можно производить из источников биомассы, таких как сельскохозяйственные и лесные отходы, потребительские отходы и другие конкретные сельскохозяйственные культуры.  В частности, водородное топливо производится с помощью процесса, называемого газификацией, при котором биомасса перерабатывается в горючий газ, а затем сжигается, или с помощью пиролиза, родственного процесса, который может привести к получению газообразного водорода, подходящего для применения в топливных элементах. Одним из постоянных предметов исследований является образование нежелательных побочных продуктов в обоих этих процессах. Присутствие других загрязняющих газов часто зависит от конкретного состава источника биомассы, который трудно контролировать.  Еще одним источником биологического производства водородного топлива являются водоросли . В конце 1990-х годов было обнаружено, что если лишить водоросли серы, они перейдут от производства кислорода, как при обычном фотосинтезе, к производству водорода. Экспериментальные фермы по выращиванию водорослей пытаются сделать водоросли экономически целесообразным источником энергии. 
Существует также несколько физико-химических методов получения водорода; большинство этих методов требуют электролиза воды. Когда этот процесс черпает энергию из возобновляемых источников энергии, таких как ветряные турбины или фотоэлектрические элементы, производство требует небольшого потребления невозобновляемых ресурсов. Водородное топливо, производимое с помощью возобновляемых источников энергии, таких как энергия ветра или солнца, представляет собой возобновляемое топливо, известное как зеленый водород.

## Синтетическое топливо (электротопливо)
Электротопливо, также известное как электронное топливо или синтетическое топливо, представляет собой тип заменяющего топлива. Они производятся с использованием улавливаемого углекислого газа или угарного газа, а также водорода, полученного из устойчивых источников электроэнергии, таких как энергия ветра, солнца и атома.
В этом процессе при производстве используется углекислый газ, и при сгорании топлива в воздух выделяется примерно такое же количество углекислого газа, что обеспечивает общий низкий углеродный след. Таким образом, электротопливо является вариантом сокращения выбросов парниковых газов от транспорта, особенно при грузовых перевозках на дальние расстояния, морском и воздушном транспорте. Несколько новых компаний разрабатывают продукты в этой сфере, в том числе британская компания Zero, которая строит опытно-производственное предприятие в Bicester Heritage недалеко от Оксфорда.
Впервые этот тип топлива был создан немецким химиком и Нобелевским лауреатом Фридрихом Бергиусом, который разработал метод преобразования угля в горючее с использованием высокой температуры, давления и катализаторов. Позже эта технология получила название "процесс Бергиуса". В 1913 году Бергиус получил патент на свое изобретение.